# Симон Тръпчески
Симон Тръпчески (на македонска литературна норма: Симон Трпчески) е северномакедонски класически пианист. През 2002 година завършва Скопския университет, където учи музика при професор Борис Романов. По това време той е вече познат на публиката с международни изяви и получени награди във Великобритания, Чехия и Италия.

## Награди
- Април 2005.

Диск на месеца (април) – БиБиСи Мюзик Мегазин (на английски: BBC Music Magazine)
- Май 2003.

Награда за млад изпълните, присъдена от Кралското филхармонично дружество в Лондон
- Април 2000.

Световен пиано конкурс на хилядолетието в Лондон (на английски: Millennium World Piano Competition London – Второ място
- Декември 1998.

Световен пиано конкурс „Ямаха – Музиката основа на Европа“, Скопие – Първо място